# Decimoputzu
Decimoputzu là một đô thị có khoảng 4.000 ở tỉnh Sud Sardegna, vùng Sardegna. Đô thị này cách Cagliari khoảng 20 km về phía tây bắc.
Decimoputzu giáp các đô thị: Decimomannu, Siliqua, Vallermosa, Villasor, Villaspeciosa.